# Weingut Fred Loimer
Das Weingut Fred Loimer in Langenlois ist ein österreichisches Weingut im Weinbaugebiet Kamptal in Niederösterreich.
Geleitet wird das Weingut seit 1998 von Fred Loimer. Die Rebfläche beträgt 85 Hektar, die zu 80 % mit weißen Rebsorten, hauptsächlich Grüner Veltliner (50 %) und Rheinriesling (20 %), aber auch mit Grauburgunder und Chardonnay bestockt ist. Die wichtigste Rotweinsorte des Weinguts ist der Pinot Noir. Die besten Weine stammen aus den Lagen Heiligenstein, Steinmassl, Seeberg und Käferberg, die von den Österreichischen Traditionsweingütern (ÖTW) als ÖTW Erste Lagen klassifiziert wurden. In Gumpoldskirchen produziert Loimer seit 2005 auf 9 Hektar neben Chardonnay und Pinot Noir auch Zierfandler, Rotgipfler. Das Weingut Loimer, das 2005 auf biodynamische Produktion umgestellt hat, ist Mitglied der Vereinigung respekt-Biodyn und nach deren Richtlinien zertifiziert.
Seit 2013 versektet das Weingut auch eigene Grundweine. Die Sektproduktion macht rund 15 Prozent der Gesamtproduktion aus.